# Luka Mesec
Luka Mesec (Kranj, 1 juli 1987) is een Sloveense politicus. Tussen 2014 en 2013 stond hij aan het hoofd van de partij Levica. Hij is sinds 1 juni 2022 vicepremier van Slovenië en minister van Werk, Gezin, Sociale Zaken en Gelijke Kansen.